# 2010년 동계 올림픽 미국 선수단
2010년 동계 올림픽 미국 선수단은 2010년 2월 12일부터 28일까지 캐나다 밴쿠버에서 열린 2010년 동계 올림픽에 참가한 올림픽 미국 선수단이다.

## 메달 집계

### 종목별 메달 수
| 종목           | 1 | 2  | 3  | 합계 |
| 알파인스키     | 1 | 3  | 3  | 8    |
| 스노보드       | 2 | 1  | 2  | 5    |
| 노르딕복합     | 1 | 3  | 0  | 4    |
| 스피드스케이팅 | 1 | 1  | 1  | 3    |
| 피겨스케이팅   | 1 | 1  | 0  | 2    |
| 프리스타일     | 2 | 0  | 2  | 3    |
| 쇼트트랙       | 0 | 1  | 3  | 4    |
| 봅슬레이       | 0 | 0  | 1  | 1    |
| 합계           | 8 | 10 | 12 | 30   |

### 메달리스트
| 메달 | 이름                                              | 종목           | 세부 종목            | 날짜     |
| ---- | ------------------------------------------------- | -------------- | -------------------- | -------- |
|      | 해나 커니                                         | 프리스타일     | 여자 모굴            | 2월 13일 |
|      | 세스 웨스콧                                       | 스노보드       | 남자 스노보드 크로스 | 2월 15일 |
|      | 샤니 데이비스                                     | 스피드스케이팅 | 남자 1000m           | 2월 17일 |
|      | 린지 본                                           | 알파인스키     | 여자 활강            | 2월 17일 |
|      | 숀 화이트                                         | 스노보드       | 남자 하프파이프      | 2월 17일 |
|      | 에번 라이서첵                                     | 피겨스케이팅   | 남자 싱글            | 2월 18일 |
|      | 보드 밀러                                         | 프리스타일     | 여자 모굴            | 2월 21일 |
|      | 빌 데몽                                           | 노르딕복합     | 라지힐/10 km 개인전  | 2월 25일 |
|      | 아폴로 안톤 오노                                  | 쇼트트랙       | 남자 1500 m          | 2월 13일 |
|      | 조니 스필레인                                     | 노르딕복합     | 노멀힐/10 km 개인전  | 2월 14일 |
|      | 줄리아 맨쿠소                                     | 알파인스키     | 여자 활강            | 2월 17일 |
|      | 줄리아 맨쿠소                                     | 알파인스키     | 여자 복합            | 2월 18일 |
|      | 해나 테터                                         | 스노보드       | 여자 하프파이프      | 2월 18일 |
|      | 보드 밀러                                         | 알파인스키     | 남자 슈퍼대회전      | 2월 19일 |
|      | 샤니 데이비스                                     | 스피드스케이팅 | 남자 1500 m          | 2월 20일 |
|      | 메릴 데이비스 찰리 화이트                         | 피겨스케이팅   | 아이스댄싱           | 2월 22일 |
|      | 브렛 카메로타 토드 로드윅 빌 데몽 조니 스필레인   | 노르딕복합     | 단체전               | 2월 23일 |
|      | 조니 스필레인                                     | 노르딕복합     | 라지힐/10 km         | 2월 25일 |
|      | 미국 여자 아이스하키 국가대표팀                   | 아이스하키     | 여자 토너먼트        | 2월 25일 |
|      | 제럿 페터슨                                       | 프리스타일     | 남자 에어리얼        | 2월 25일 |
|      | 샤논 바르크                                       | 프리스타일     | 여자 모굴            | 2월 13일 |
|      | J.R. 셀스키                                       | 쇼트트랙       | 남자 1500m           | 2월 13일 |
|      | 브라이언 윌슨                                     | 프리스타일     | 남자 모굴            | 2월 14일 |
|      | 보드 밀러                                         | 알파인스키     | 남자 활강            | 2월 15일 |
|      | 채드 헤드릭                                       | 스피드스케이팅 | 남자 1000m           | 2월 17일 |
|      | 스콧 라고                                         | 스노보드       | 남자 하프파이프      | 2월 17일 |
|      | 켈리 클라크                                       | 스노보드       | 여자 하프파이프      | 2월 18일 |
|      | 앤드루 와이브렉트                                 | 알파인스키     | 남자 슈퍼대회전      | 2월 19일 |
|      | 린지 본                                           | 알파인스키     | 여자 슈퍼대회전      | 2월 20일 |
|      | 아폴로 안톤 오노                                  | 쇼트트랙       | 남자 1000m           | 2월 20일 |
|      | 앨리슨 베이버 앨리슨 두덱 라나 게링 캐서린 로이터 | 쇼트트랙       | 여자 3000m 계주      | 2월 24일 |
|      | 에린 팩 엘라나 메이어스                           | 봅슬레이       | 여자 2인승           | 2월 24일 |